# Thaumalea sandaliae
Thaumalea sandaliae is een muggensoort uit de familie van de bronmuggen (Thaumaleidae). De wetenschappelijke naam van de soort is voor het eerst geldig gepubliceerd in 1987 door Wagner.